# Kentucky Derby 1944
Kentucky Derby 1944 var den sjuttionde upplagan av Kentucky Derby. Löpet reds den 6 maj 1944 över 1 1⁄4 miles (2 012 m). Löpet vanns av Pensive som reds av Conn McCreary och tränades av Ben A. Jones.
Sexton hästar deltog i löpet.

## Resultat
| P  | S  | Häst           | Jockey             | Tränare            | Ägare                                | Tid      |
| -- | -- | -------------- | ------------------ | ------------------ | ------------------------------------ | -------- |
| 1  | 5  | Pensive        | Conn McCreary      | Ben A. Jones       | Calumet Farm                         | 2:04 1/5 |
| 2  | 3  | Broadcloth     | George Woolf       | Charles T. Leavitt | Agnes Poulsen                        |          |
| 3  | 6  | Stir Up        | Eddie Arcaro       | John M. Gaver, Sr. | Greentree Stable                     |          |
| 4  | 12 | Shut Up        | Ralph Eccard       | Ray Priddy         | Erlanger Stable (Joe Goldband)       |          |
| 5  | 15 | Brief Sigh     | Vicenzo Nodarse    | Rollie T. Shepp    | River Divide Farm (Robert J. Dienst) |          |
| 6  | 9  | Gay Bit        | Jack Westrope      | Albert Dunne       | Bobanet Stable (R. Bruce Livie)      |          |
| 7  | 16 | Bell Buzzer    | Billie Thompson    | Charles P. Sanborn | David Ferguson                       |          |
| 8  | 4  | Gramps Image   | Otto Grohs         | Whitey Abel        | Dorothy Abel                         |          |
| 9  | 2  | Skytracer      | Michael Caffarella | Frank J. Baker     | Manuel B. Goff                       |          |
| 10 | 1  | Challenge Me   | Willie Garner      | Danny Cataldo      | Brolite Farm (Oscar E. Breault)      |          |
| 11 | 8  | Alorter        | Johnny Adams       | John H. Skirvin    | Alwin C. Ernst                       |          |
| 12 | 19 | Comenow        | J. Raymond Layton  | Lucius P. Harlan   | Philip Godfrey                       |          |
| 13 | 13 | Valley Flares  | George Burns       | Bertram R. Paton   | Bertram R. Paton                     |          |
| 14 | 14 | Diavolaw       | Joseph Molbert     | Phil Reilly        | W. Campbell Hobson                   |          |
| 15 | 10 | Rockwood Boy   | William Bailey     | George S. Morris   | W. C. Davis                          |          |
| 16 | 17 | American Eagle | Jesse Higley       | Raymond White      | James V. Maggio                      |          |

Segrande uppfödare: Calumet Farm (KY)